# منتخب زيمبابوي للكريكت للسيدات
منتخب زيمبابوي للكريكت للسيدات هو ممثل زيمبابوي الرسمي في المنافسات الدولية في الكريكت للسيدات
.